# Estação Étienne Marcel
Étienne Marcel é uma estação da linha 4 do Metrô de Paris, localizada no limite do 1.º e do 2.º arrondissements de Paris.

## História
A estação foi aberta em 21 de abril de 1908.
Seu nome vem da rue Étienne-Marcel, que foi uma homenagem a Étienne Marcel, preboste dos mercadores de Paris e político francês, nascido cerca de 1315, morto em Paris, em 1358, que desempenhou um papel considerável para os Estados Gerais de 1355 e 1357.
Em 2011, 2 661 074 passageiros entraram nesta estação. Ela viu entrar 2 803 893 passageiros em 2013, o que a coloca na 195ª posição das estações de metrô por sua presença em 302.

## Serviços aos Passageiros

### Acesso
A estação tem um acesso único que emerge face ao n° 14 da rue de Turbigo.

### Plataformas

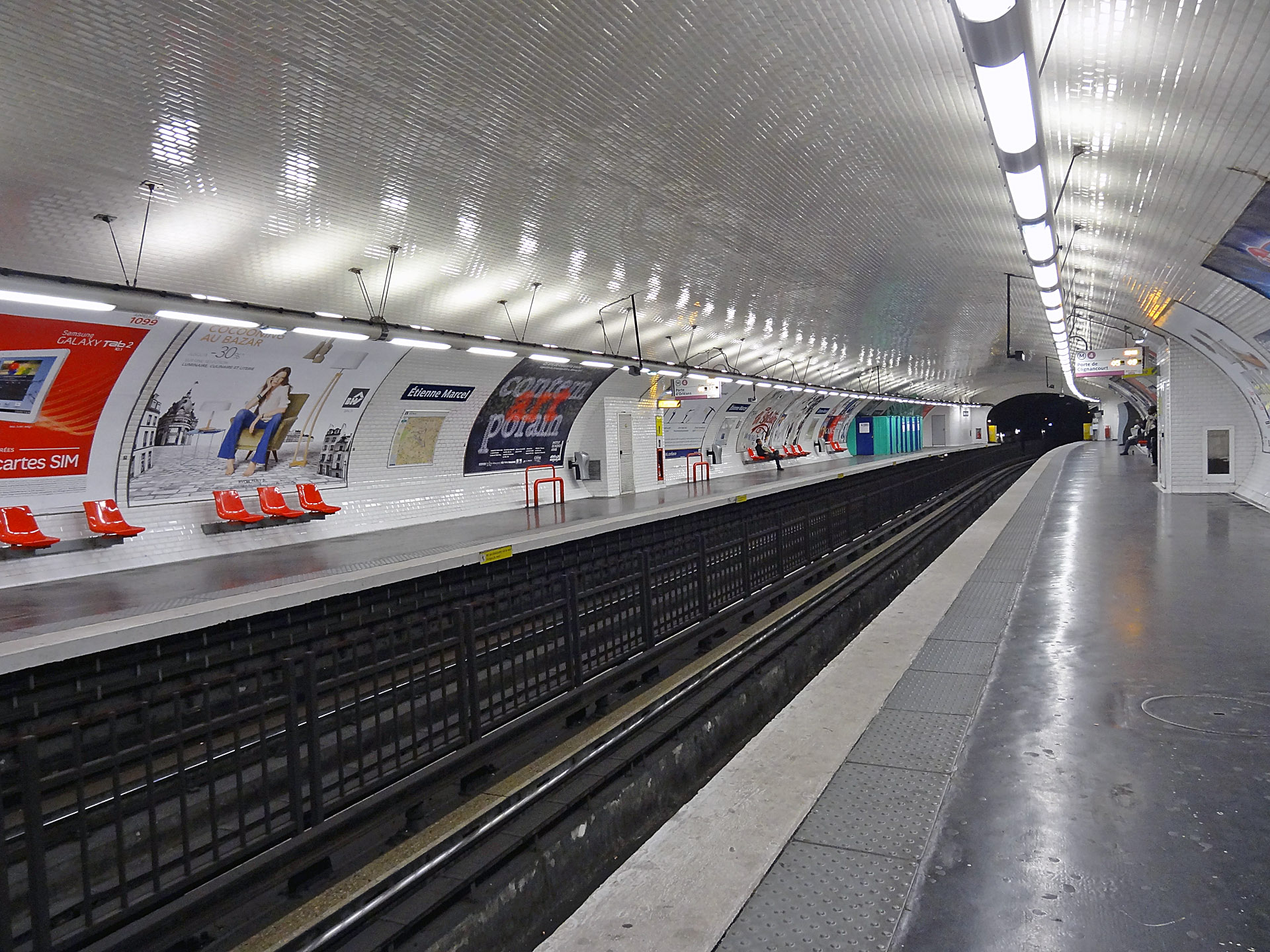
As plataformas da estação.

Étienne Marcel é uma estação de configuração padrão com duas plataformas separadas pelas vias do metrô; sua abóbada é elíptica.
Como parte da automatização da linha 4, suas plataformas foram elevadas para acomodar as portas de plataforma. Estas foram instaladas entre outubro e novembro de 2019.

### Intermodalidade
A estação é servida pela linha 29 da rede de ônibus RATP.

## Pontos turísticos
- Igreja de Santo Eustáquio
- Poste Centrale du Louvre
- Tour Jean-sans-Peur